# Charles Lefebvre-Desnouettes
Charles Lefebvre-Desnouettes (14 de septiembre de 1773 - 22 de mayo de 1822) fue un militar francés, oficial durante las Guerras Revolucionarias Francesas y general durante las Guerras Napoleónicas. Posteriormente emigró a los Estados Unidos.

## Biografía

### Guerras Revolucionarias
Se alistó en el ejército en 1792 y sirvió en los ejércitos del Norte, del Sambre y Mosa y del Rin y Mosela en las diversas campañas de las Guerras Revolucionarias Francesas. Seis años más tarde ascendió a capitán y fue ayudante de campo del general Napoleón Bonaparte. En la batalla de Marengo, en junio de 1800, ganó más ascensos.

### Imperio
Bajo el Imperio, Lefebvre-Desnouettes luchó con distinción en la batalla de Elchingen en 1805. Ese mismo año fue ascendido a coronel tras la batalla de Austerlitz. Sirvió también en las campañas prusianas de 1806-1807. Alcanzó el grado de general de brigada en septiembre de 1806 y general de división en noviembre de 1807. Fue creado conde del Imperio en marzo de 1808.
Enviado con el ejército a España, dirigió el primer y fracasado asedio de Zaragoza. Posteriormente comandó el IV Cuerpo en varias acciones en España. El 29 de diciembre de 1808 fue hecho prisionero en la batalla de Benavente por la caballería británica bajo el mando de Henry Paget.
Durante más de dos años, Lefebvre-Desnouettes permaneció prisionero en Inglaterra, viviendo en libertad condicional en Cheltenham. En 1811 rompió su libertad condicional, un acto que ofendió enormemente a la opinión pública británica, y se escapó. En la invasión napoleónica de Rusia de 1812, dirigió al cuerpo de caballería de Chasseurs à cheval. En 1813 y 1814, él y sus hombres se distinguieron en la mayoría de las grandes batallas, especialmente en Brienne (donde fue herido), La Rothière, Montmirail, Vauchamps y Arcis-sur-Aube. Se unió a Napoleón en los Cien Días y fue nombrado comandante de la Caballería Ligera de la Vieja Guardia, que comandó en la batalla de Quatre Bras. En la batalla de Waterloo resultó herido.

### Retirada militar y vida posterior

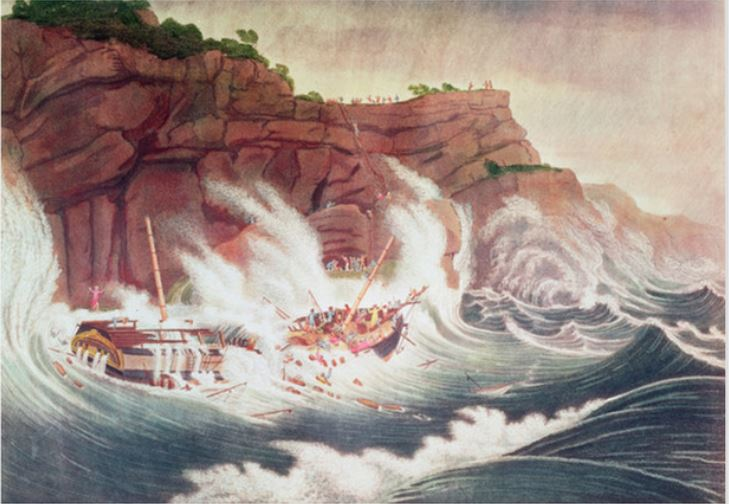
Hundimiento del Albion

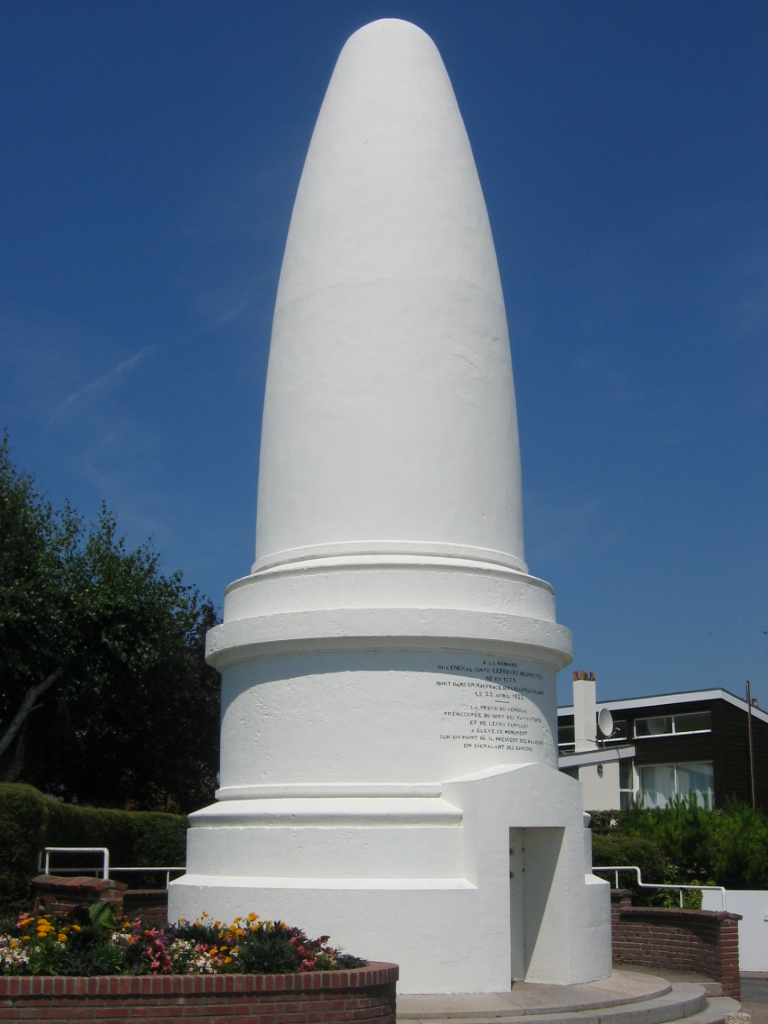
Pan de azúcar en Sainte-Adresse en memoria de Charles Lefebvre-Desnouettes

Por su participación en los Cien Días fue condenado a muerte por los monárquicos, pero escapó a los Estados Unidos y pasó los años que siguieron a 1817 practicando la agricultura en la funesta Colonia de la Vid y el Olivo. Sus frecuentes apelaciones a Luis XVIII le valieron finalmente el permiso para regresar a Francia. Sin embargo, el buque en el que iba de viaje, el paquebote estadounidense Albion de la Black Ball Line, se hundió frente a las costas de Irlanda, pereciendo todo su pasaje el 22 de mayo de 1822.

## Reconocimientos
Su nombre aparece grabado como LEFÈBVRE-DESNte en la columna 31 del Arco del Triunfo de París.
Su viuda tenía un obelisco, conocido como el "Pain de Sucre" (Pan de azúcar) por su forma y sus frecuentes pinturas en blanco, erigido en su memoria y en la de los marineros que perecieron con él. Se encuentra mirando al mar en la cima de una colina en Sainte-Adresse y se convirtió en un hito para la navegación ayudando a otros marinos a evitar los peligros en la aproximación al puerto de El Havre.